# کوه مارا
کوه مارا (به لاتین: Mara Mountain) یک کوه در گرینلند است که در پارک ملی شمال شرق گرینلند واقع شده‌است. کوه مارا ۱٬۱۵۵٫۱۹ متر بالاتر از سطح دریا واقع شده‌است.